# کولبیت

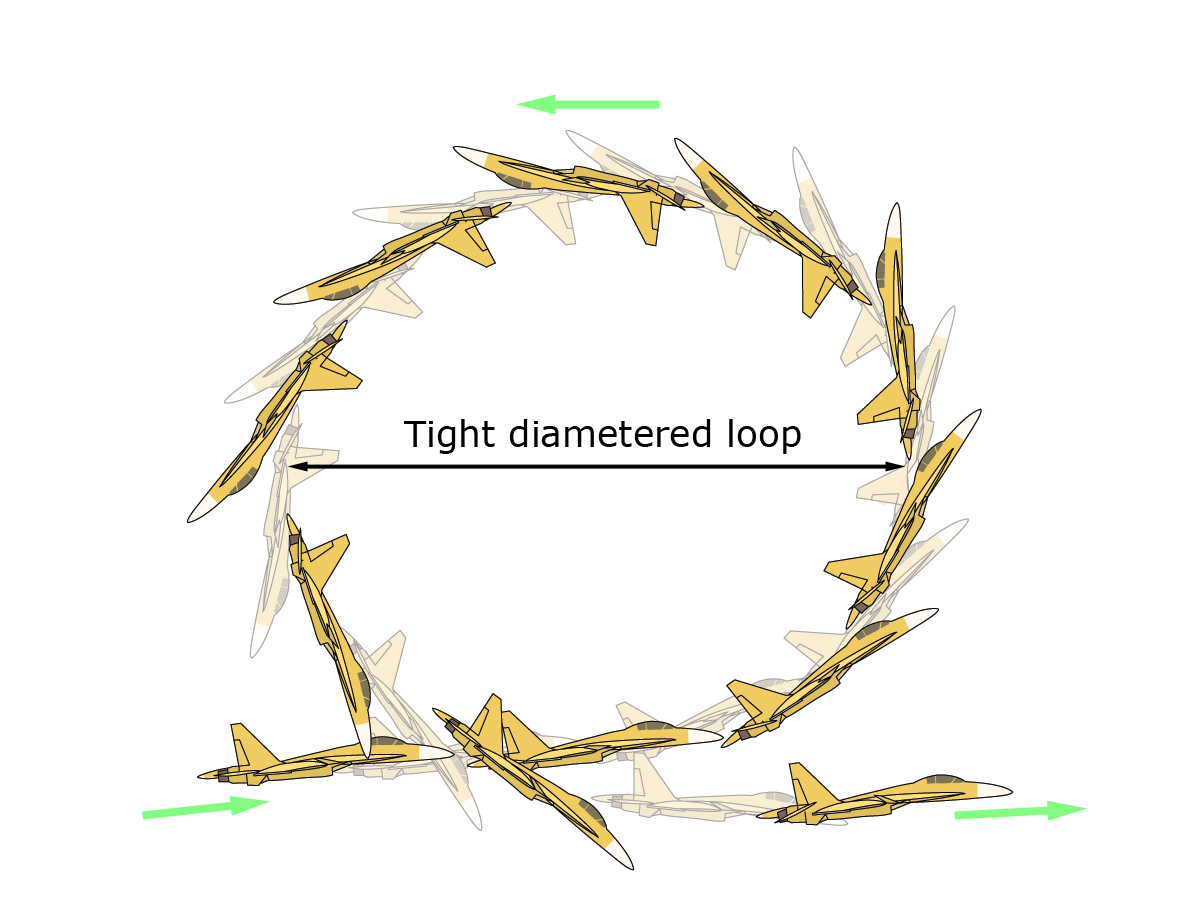
سوخو-۳۷ در حال انجام مانور کولبیت.

کولبیت (با نام فرولوف چاکرا نیز شناخته می‌شود که از نام خلبان آزمایشی اوگنی فرولوف گرفته شده‌است) یک مانور هوایی است که بدست خلبانان روسی طراحی شده و در آن هواپیما یک حلقه بسته را دور می‌زند. این حلقه معمولاً چنان بسته و با قطر کمی است که گاهی قطر آن کمی از طول هواپیما بیشتر است. این مانور نمونه‌ای از پسا واماندگی و اَبَر چرخش است. مانند بیشتر ابرچرخش‌ها، بیان‌کننده کنترل بر اوج پرواز در شرایط غیرمعمول پروازی است که در آن می‌توان اوج پرواز را با جریان روی پایدارکننده‌ها یا بالابرها کنترل کرد.
کولبیت، سرعت هواپیما را بسیار کاهش می‌دهد و از نظر تئوری می‌تواند به خلبان در بدست آوردن موقعیتی مناسب برای شلیک به هدف کمک کند. این مانور، بسیار به مانور مانور کبرا شبیه است اما در اینجا چرخشی که در مانور کبرا ناگهان متوقف می‌ماند به صورت کامل انجام می‌شود.

## هواپیماهای قادر به اجرای کولبیت
تاکنون هواپیماهای زیر در انجام کولبیت موفق بوده‌اند:
- میگ-۲۹
- سوخو-۳۵
- سوخو-۳۷[۲]
- سوخو-۳۰
- سوخو-۵۷
- اف-۱۸ هورنت
- اف-۲۲ رپتور
- لاکهید مارتین اف-۳۵ لایتنینگ ۲